# Мичуринский сад
Мичуринский сад — сад лаборатории плодоводства Московской сельскохозяйственной академии имени К. А. Тимирязева. Расположен на территории академии в Москве, между Тимирязевской улицей и Дмитровским шоссе.
Заложен осенью 1939 года на площади 9 га заведующим кафедрой плодоводства, заслуженным деятелем науки и техники, профессором Петром Шиттом и старшим научным сотрудником, кандидатом с.-х. наук Борисом Анзиным (1902—1974).
Осенью 1976 года расширен до 20 га под руководством заведующего кафедрой плодоводства, профессора Михаила Тарасенко и ведущего научного сотрудника плодовой опытной станции Владимира Сусова.

## Основные направления деятельности
- Организация учебной практики
- Проведение научно-исследовательской работы студентами, аспирантами, преподавателями и научными сотрудниками
- Производственно-хозяйственная деятельность с целью обеспечения материально-технической базы.

## Основные темы научно-исследовательской работы
- Изучение культуры плодовых деревьев (яблони, груши, вишни, сливы, алычи, черешни, абрикоса и другие) на штамбо-, скелето- и кронообразователях с целью повышения зимостойкости и урожайности наиболее перспективных и высокоценных сортов и пород;
- Сортоизучение и сортоиспытание:
  - яблони — 191 сортов и гибридов,
  - груши — 167,
  - рябины — 6,
  - айвы обыкновенной — 3,
  - сливы — 40,
  - алычи — 22,
  - вишни — 40,
  - черешни — 23,
  - абрикоса — 20,
  - персика — 4,
  - ореха — лещины — 5,
  - грецкого ореха — 10,
  - миндаля махрового — 1,
  - каштана съедобного — 1,
  - шелковицы — 2,
  - шиповника — 22;
- Селекция груши, алычи, черешни, абрикоса с целью выведения наиболее зимостойких, урожайных, с плодами отличного качества сортов и гибридов;
- Сравнительное изучение карликовых и сильнорослых подвоев груши и яблони в питомнике и в саду;
- Влияние летней формировки саженцев в питомнике на ускорение их плодоношения в саду.

## Расположение и условия
Сад расположен на пологом (до 0,5…1 градуса) склоне южной экспозиции. Почва дерново-слабоподзолистая (гумуса 2,5 %, глубокопахотная, слабосуглинистая на моренном суглинке, слабокислая, средне обеспечена азотом, фосфором, калием.
Природно-климатические условия Мичуринского сада аналогичны средним условиям Московской области, но по температурному режиму он приближается к южным районам Московской области — северным районам Тульской и Рязанской областей, центральным районам Белоруссии.